# Locris (geslacht)
Locris is een geslacht van halfvleugeligen uit de familie schuimcicaden (Cercopidae). De wetenschappelijke naam van dit geslacht is voor het eerst geldig gepubliceerd in 1866 door Stål.

## Soorten
Het geslacht Locris omvat de volgende soorten:
- Locris actuosa Lallemand, 1929
- Locris aenea Distant, 1908
- Locris aethiopica Stål, 1866
- Locris affinis Haglund, 1899
- Locris antinorii Distant, 1908
- Locris apicalis Schouteden, 1901
- Locris areata (Walker, 1851)
- Locris arithmetica (Walker, 1851)
- Locris atra Lallemand, 1923
- Locris auripennis Distant, 1908
- Locris bakeri Lallemand, 1920
- Locris barrosi Lallemand, 1952
- Locris basilewskyi Synave, 1956
- Locris bequaerti Lallemand, 1920
- Locris biformis Jacobi, 1921
- Locris biguttula Schouteden, 1901
- Locris bipunctata (Signoret, 1860)
- Locris bouchardi Lallemand, 1920
- Locris burgeoni Lallemand, 1929
- Locris carbonaria Lallemand, 1927
- Locris cardinalis (Gerstaecker, 1873)
- Locris chersonesia Distant, 1908
- Locris coccinea Lallemand, 1920
- Locris combinata Lallemand, 1929
- Locris concinna Distant, 1893
- Locris congolensis Lallemand, 1920
- Locris conjuncta Jacobi, 1943
- Locris dananensis Lallemand, 1949
- Locris dartevellei Synave, 1978
- Locris erythromela (Walker, 1858)
- Locris flexuosa Jacobi, 1936
- Locris godinai Lallemand, 1920
- Locris halurga Karsch, 1894
- Locris hieroglyphica Lethierry, 1883
- Locris ibadana Lallemand, 1923
- Locris incarnata (Walker, 1851)
- Locris innominata Lallemand, 1929
- Locris johannae Lallemand, 1910
- Locris jugaliformis Lallemand, 1949
- Locris jugalis Jacobi, 1921
- Locris junodi Distant, 1897
- Locris kambovensis Distant, 1908
- Locris katangensis Distant, 1908
- Locris latior Jacobi, 1910
- Locris lembana Lallemand, 1949
- Locris lichtensteini Lallemand, 1920
- Locris livida Jacobi, 1910
- Locris maculata (Fabricius, 1781)
- Locris marshalli Lallemand, 1923
- Locris meurissei Lallemand, 1949
- Locris mobana Lallemand, 1940
- Locris mongana Lallemand, 1941
- Locris navasi Lallemand, 1920
- Locris neavei Distant, 1908
- Locris neumanni Jacobi, 1904
- Locris nigrorubra Lallemand, 1920
- Locris nigroscutellata Jacobi, 1936
- Locris ochracea Schouteden, 1901
- Locris ochroptera Jacobi, 1904
- Locris ornatissima Jacobi, 1921
- Locris passauae Lallemand, 1949
- Locris pullata Stål, 1866
- Locris quadrinotata Lallemand, 1923
- Locris rendalli Distant, 1897
- Locris rhodesiana Distant, 1908
- Locris rubida (Stål, 1855)
- Locris rubra (Fabricius, 1794)
- Locris sanguinipes (Walker, 1851)
- Locris schmidti Jacobi, 1910
- Locris schmitzi Synave, 1978
- Locris scopsi Synave, 1978
- Locris sericans Schumacher, 1912
- Locris similis Schouteden, 1901
- Locris spectabilis Distant, 1908
- Locris submarginata Distant, 1908
- Locris subvinacea Jacobi, 1921
- Locris sylvatica Lallemand, 1923
- Locris transversa (Thunberg, 1822)
- Locris undata Lallemand, 1910
- Locris vanstraeleni Lallemand, 1940
- Locris venosa Schouteden, 1901
- Locris vestigans Jacobi, 1904
- Locris vicina (Signoret, 1860)
- Locris villiersi Lallemand & Synave, 1954
- Locris villosa Lallemand, 1929
- Locris vulcani Jacobi, 1910